# Lepidium ostleri
Lepidium ostleri är en korsblommig växtart som beskrevs av Stanley Larson Welsh och Sherel Goodrich. Lepidium ostleri ingår i släktet krassingar, och familjen korsblommiga växter. Inga underarter finns listade i Catalogue of Life.